# Copa Italia A1 de Voleibol 2012-13
La Copa Italia A1 de voleibol masculino 2012-13, fue la 35° edición de la Copa Italia realizada entre el 26 y el 30 de diciembre de 2013. El ganador fue el Trentino Volley por tercera vez en su historia, revalidando el título conseguido la temporada anterior.

## Formato
Participan a la competición los ocho mejores equipos de la Serie A1 2012/2013 al término de la primera vuelta. El torneo se disputa a partido único: los cuartos en casa de los mejores clasificados, semifinales e final en el Mediolanum Forum.

## Equipos clasificados
- Trentino Volley (1° clasificada)
- Lube Macerata (2° clasificada)
- Volley Piacenza (3° clasificada)
- Vibo Valentia (4° clasificada)
- PV Cuneo (5° clasificada)
- Pallavolo Modena (6° clasificada)
- Volley Latina (7° clasificada)
- Perugia Volley (8° clasificada)

## Resultados
|  | Cuartos de final | Cuartos de final | Cuartos de final |                  |   | Semifinales     | Semifinales | Semifinales |  |   | Final           | Final | Final |  |
|  |                  |                  |                  |                  |   |                 |             |             |  |   |                 |       |       |  |
|  |                  |                  |                  |                  |   |                 |             |             |  |   |                 |       |       |  |
|  | 1                | Trentino Volley  | 3                |                  |   |                 |             |             |  |   |                 |       |       |  |
|  | 1                | Trentino Volley  | 3                |                  |   |                 |             |             |  |   |                 |       |       |  |
|  | 8                | Perugia Volley   | 1                |                  |   |                 |             |             |  |   |                 |       |       |  |
|  | 8                | Perugia Volley   | 1                |                  | 1 | Trentino Volley | 3           |             |  |   |                 |       |       |  |
|  |                  |                  |                  |                  | 1 | Trentino Volley | 3           |             |  |   |                 |       |       |  |
|  |                  |                  | 4                | Vibo Valentia    | 0 |                 |             |             |  |   |                 |       |       |  |
|  | 4                | Vibo Valentia    | 4                | Vibo Valentia    | 0 | 3               |             |             |  |   |                 |       |       |  |
|  | 4                | Vibo Valentia    |                  |                  |   |                 |             |             |  |   |                 |       |       |  |
|  | 5                | PV Cuneo         | 0                |                  |   |                 |             |             |  |   |                 |       |       |  |
|  | 5                | PV Cuneo         | 0                |                  |   |                 |             |             |  | 1 | Trentino Volley | 3     |       |  |
|  |                  |                  |                  |                  |   |                 |             |             |  | 1 | Trentino Volley | 3     |       |  |
|  |                  |                  | 2                | Lube Macerata    | 1 |                 |             |             |  |   |                 |       |       |  |
|  | 2                | Lube Macerata    | 2                | Lube Macerata    | 1 | 3               |             |             |  |   |                 |       |       |  |
|  | 2                | Lube Macerata    |                  |                  |   |                 |             |             |  |   |                 |       |       |  |
|  | 7                | Volley Latina    | 0                |                  |   |                 |             |             |  |   |                 |       |       |  |
|  | 7                | Volley Latina    | 0                |                  | 2 | Lube Macerata   | 3           |             |  |   |                 |       |       |  |
|  |                  |                  |                  |                  | 2 | Lube Macerata   | 3           |             |  |   |                 |       |       |  |
|  |                  |                  | 6                | Pallavolo Modena | 1 |                 |             |             |  |   |                 |       |       |  |
|  | 3                | Volley Piacenza  | 6                | Pallavolo Modena | 1 | 2               |             |             |  |   |                 |       |       |  |
|  | 3                | Volley Piacenza  |                  |                  |   |                 |             |             |  |   |                 |       |       |  |
|  | 6                | Pallavolo Modena | 3                |                  |   |                 |             |             |  |   |                 |       |       |  |
|  | 6                | Pallavolo Modena | 3                |                  |   |                 |             |             |  |   |                 |       |       |  |
|  |                  |                  |                  |                  |   |                 |             |             |  |   |                 |       |       |  |

| Fecha | Partido                            | Resultado                              |
| 26/12 | Trentino Volley – Perugia Volley   | 3-1 (25-16, 25-18, 21-25, 25-17)       |
| 26/12 | Lube Macerata – Volley Latina      | 3-0 (25-18, 25-20, 25-23)              |
| 26/12 | Vibo Valentia – PV Cuneo           | 3-0 (25-22, 33-31, 25-20)              |
| 26/12 | Volley Piacenza - Pallavolo Modena | 2-3 (25-22, 25-22, 18-25, 18-25, 6-15) |

| Fecha | Partido                          | Resultado                        |
| 29/12 | Trentino Volley – Vibo Valentia  | 3-0 (25-18, 25-13, 25-15)        |
| 29/12 | Lube Macerata – Pallavolo Modena | 3-1 (22-25, 25-23, 25-19, 25-19) |

| Fecha | Partido                         | Resultado                        |
| 30/12 | Trentino Volley - Lube Macerata | 3-1 (25-17, 25-16, 21-25, 25-23) |

### Campeón
| Campeón de la Copa Italia 2012/2013 |
| ----------------------------------- |
| Trentino Volley 3º Título           |